# Нгама
Нгама (фр. Ngama) — город и супрефектура в Чаде, расположенный на территории региона Хаджер-Ламис. Входит в состав департамента Дабаба.

## Географическое положение
Город находится на юге центральной части Чада, на правом берегу сезонно пересыхающего водотока Батха-Лаири, на высоте 304 метров над уровнем моря.
Населённый пункт расположен на расстоянии приблизительно 222 километров к востоку-юго-востоку (ESE) от столицы страны Нджамены.

## Население
По данным официальной переписи 2009 года численность населения Нгамы составляла 32 066 человек (16 100 мужчин и 15 966 женщин). Население супрефектуры по возрастному диапазону распределилось следующим образом: 51,8 % — жители младше 15 лет, 42,4 % — между 15 и 59 годами и 5,8 % — в возрасте 60 лет и старше.

## Транспорт
Ближайший аэропорт расположен в городе Бокоро.